# HD 161420
HD 161420，又名CP-55 8312，SAO 245044、HR 6614，是一颗恒星，视星等为6.11，位于銀經337.19，銀緯-13.8，其B1900.0坐标为赤經17h 40m 17.7s，赤緯-55° -13.8′ 54″。